# Hôtel de ville de Pau - Théâtre Saint-Louis
L'hôtel de ville de Pau et le théâtre Saint-Louis font partie d'un bâtiment situé place Royale, à Pau, dans le département français des Pyrénées-Atlantiques, en région Nouvelle-Aquitaine.
Ce dernier, construit de 1854 à 1862, accueille le théâtre en 1862, puis les services municipaux, dès 1878.
En 2000, Alain Robert, « Le Spiderman français », l'escalade, en solo intégral (sans corde) sur une hauteur de 15m.
Éric Vigner est directeur du théâtre Saint-Louis depuis 2020.
Le maire actuel est François Bayrou, depuis le 4 avril 2014.

## Histoire
L'emplacement actuel du bâtiment est initialement destiné à accueillir une nouvelle église vouée au culte de saint-Louis. Effectivement, la vieille église Saint-Martin est désormais trop petite pour accueillir tous les Palois. Constatant le blocage du projet de l'église, des notables s'organisent afin de faire construire un théâtre en lieu et place de celle-ci.
En 1839, le maire, Joseph-Raymond Nogué, demande à l'architecte Pierre-Bernard Lefranc l'étude d'un projet de construction comprenant dans le même bâtiment, théâtre, salle de concerts et casino. Dès lors, faute d'être payé à l'architecte, le projet est enterré.
En 1854, le projet est repris à l'initiative d'un nouvel architecte, Gustave Lévy, chargé de mettre en œuvre les plans du précédent. Un consortium de Palois forme également une société privée d'actionnaires afin de lever une partie des fonds nécessaires. L'horloge ornant la façade est signée Borrel à Paris.

### Le théâtre
Le théâtre Saint-Louis ouvre ses portes en 1862, venant remplacer le théâtre principal de la ville qui est alors situé au no 4 de la place Gramont, aujourd'hui détruit, et dont ne subsistent que les façades et quelques décors. La salle, de 300 places est décorée dans le style Second Empire, ainsi, les décors intérieurs sculptés sont signés par la manufacture Virebent à Toulouse. À la suite de l'ouverture du théâtre, de nombreuses critiques apparaissent quant à la programmation jugée vieillotte et peu adaptée au public.
En 1968, faute d'entretien, le théâtre ferme ses portes jusqu'en 1982, où le maire, André Labarrère, décide son intégrale rénovation, pour accueillir notamment, le festival de théâtre de Pau, dirigé alors par l'acteur Roger Hanin. De nouveaux décors sont exécutés dans la foulée, par l'artiste Jeannette Lacay-Burato sur le thème de Roméo et Juliette, ainsi que la fresque de la coupole sur le thème de la danse classique, sur inspiration de celle présente à l'opéra Garnier, réalisée par Marc Chagall.
Le théâtre, dorénavant fort de 430 places, rouvre en 1984, et accueille nombre de spectacles et représentations jusqu'à une nouvelle fermeture le 25 octobre 2013, où l'état de la salle est à nouveau jugé préoccupant, à la suite de la chute d'un élément de décor de l'une des loges.
Du 4 janvier au 20 mai 2016, la salle est en travaux, puis, en juin 2016, rouvre et accueille dorénavant aussi bien, des spectacles de danse, des concerts et des pièces de théâtre, que des conférences.
De 2016 à 2019, le théâtre est dirigé par l'actrice Juliette Deschamps, puis, à partir de 2020, par Éric Vigner.

### L'hôtel de ville
Parallèlement à l'installation du théâtre, la municipalité de l'époque cherche un nouveau bâtiment pour accueillir les services municipaux. Les locaux de la mairie sont alors, trop à l'étroit au premier étage des nouvelles halles de Pau sises alors place Clemenceau . Le 28 avril 1876, le conseil municipal entérine donc la décision de racheter le théâtre Saint-Louis ainsi que ses dépendances. 
À l'automne 1878, après des travaux d'aménagement, la mairie prend possession des lieux et les occupe encore aujourd'hui. 

## Protection
L'édifice est inscrit au titre des monuments historiques par arrêté du 23 janvier 2017.

## Galerie

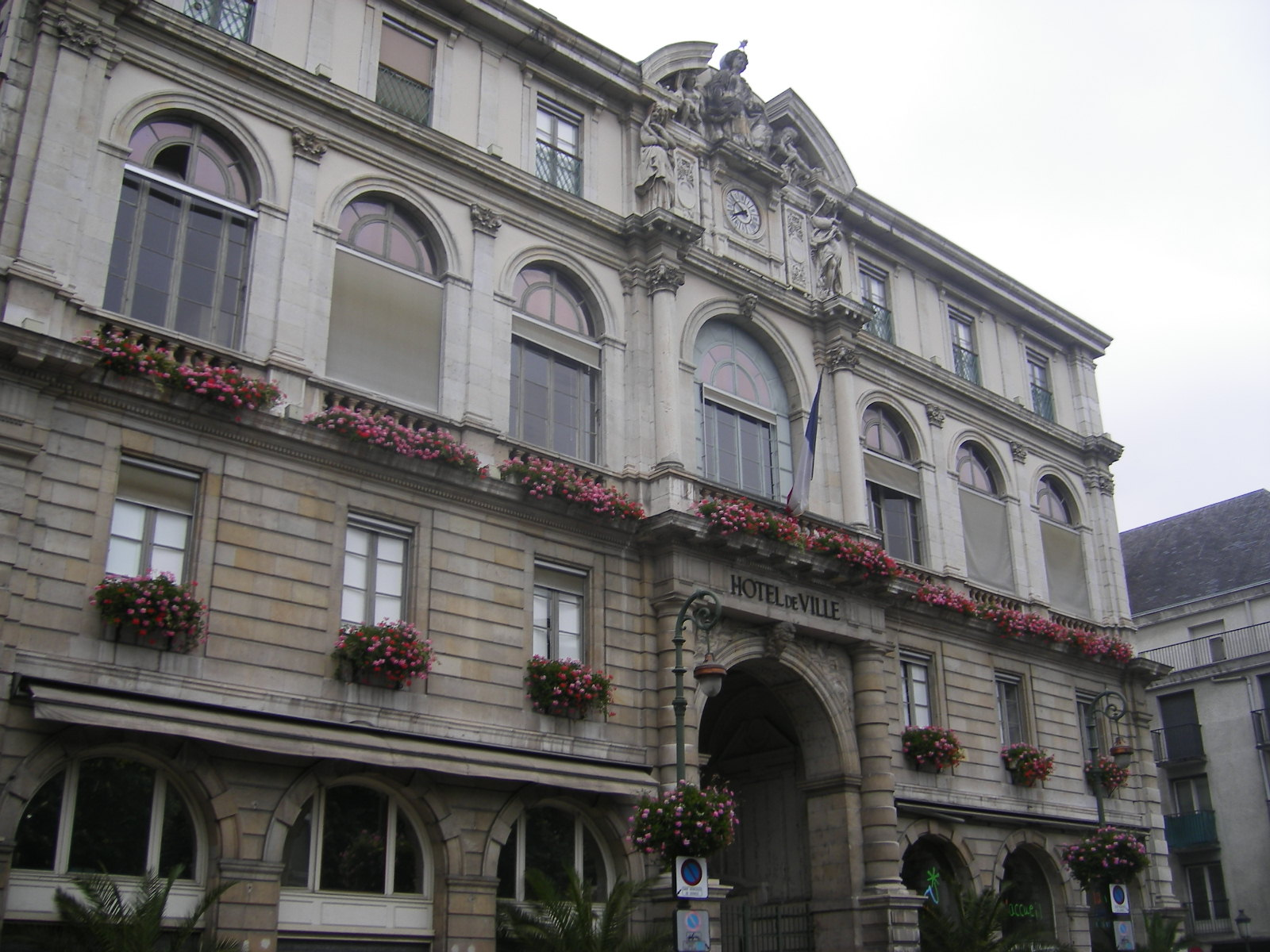
Hôtel de ville de Pau.
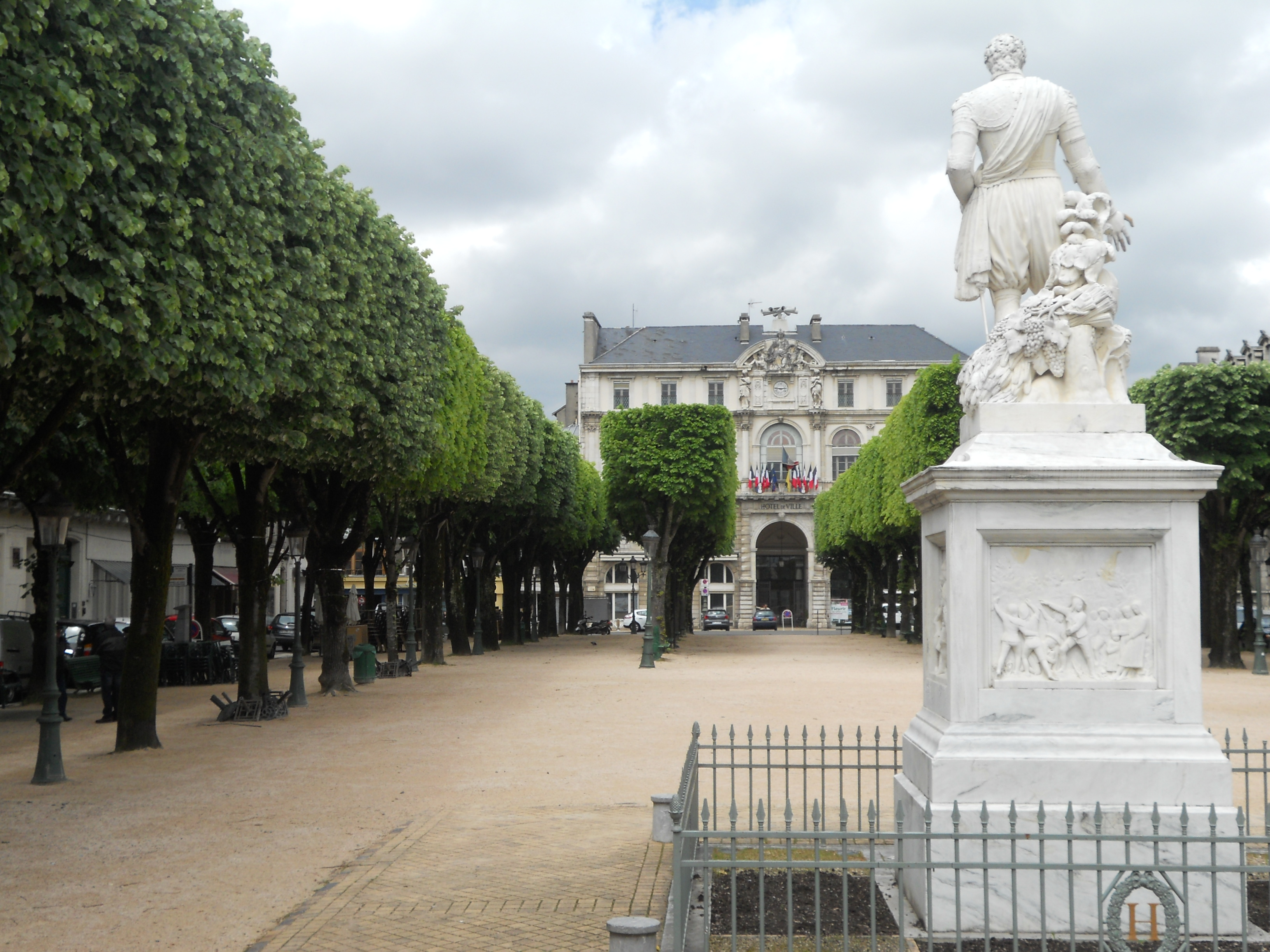
Statue d'Henri IV et hôtel de ville de Pau.
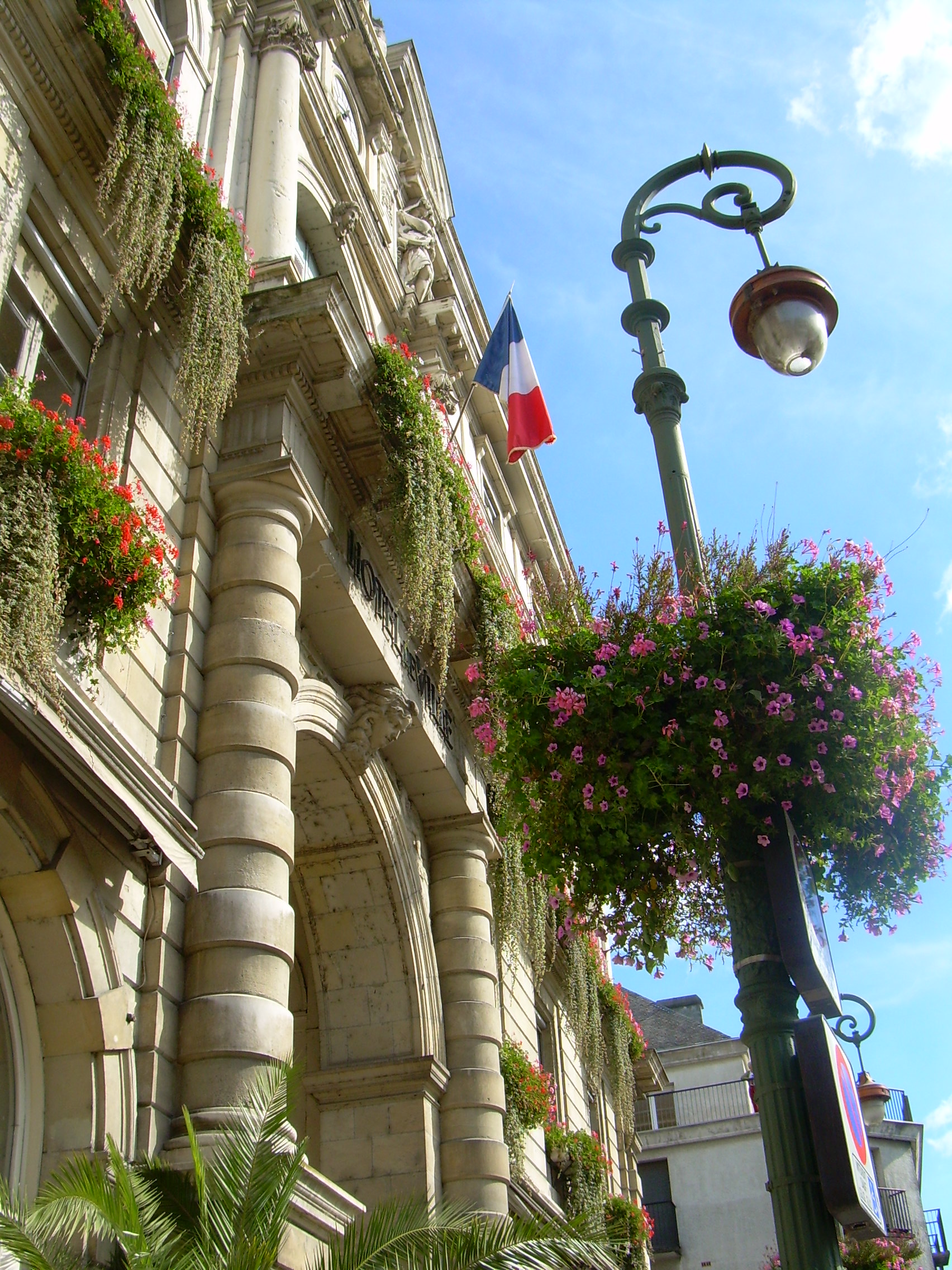
Façade.